# Elizabeth Castle

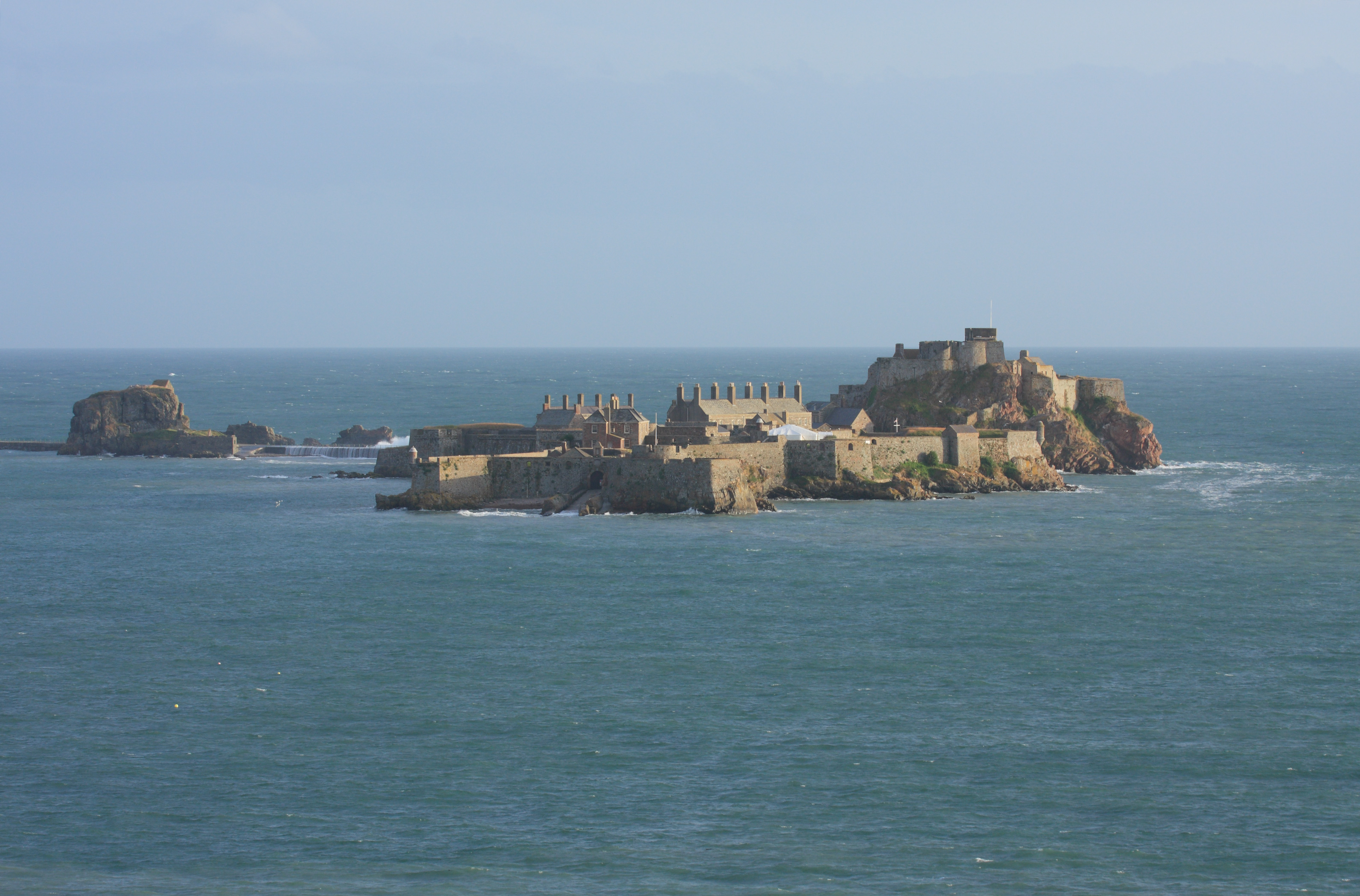
Elizabeth Castle von St. Helier aus gesehen bei Flut (2008)

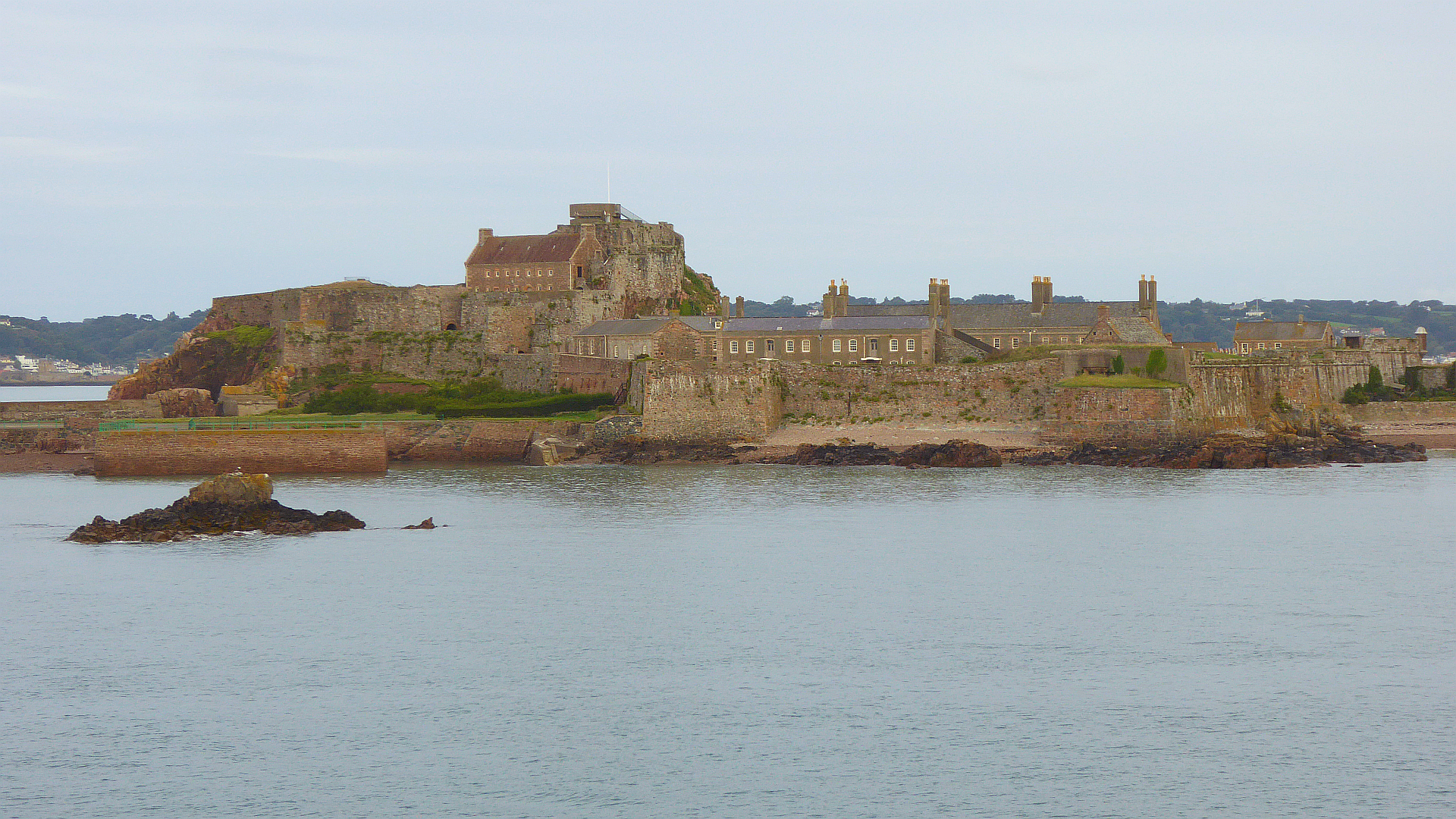
Westansicht und Längsachse vom baulichen Ensemble von Elizabeth Castle (2017)

Elizabeth Castle (gelegentlich, auch in englischen Publikationen, falsch geschrieben als Elisabeth Castle) ist eine ab dem 16. Jahrhundert erbaute Inselfestung mit einer Größe von etwa 24 Hektar auf einer Gezeiteninsel vor Saint Helier, der größten Stadt auf der Kanalinsel Jersey. Sie wurde bis 1923 genutzt und während der deutschen Besetzung Jerseys 1940–1945 nochmals befestigt. Heute ist Elizabeth Castle eine Touristenattraktion.

## Aufteilung
Die Burg besteht aus fünf wesentlichen Teilen:
- Upper Ward (oberer Bezirk), höchstgelegener und ältester Teil der Burg
- Lower Ward (unterer Bezirk), mit Gouverneurshaus und Paradeplatz
- Outer Ward (äußerer Bezirk),
- mit den später integrierten Teilen des früher eigenständigen Außenpostens von Fort Charles
- Wellenbrecher und Hermitage-Felsen

## Geschichte
Beginnend mit der Einführung von Schießpulver und Kanonen in der Kriegsführung zeigte sich, dass Mont Orgueil Castle an der Ostküste Jerseys der Aufgabe, die Insel zu verteidigen, nicht mehr gewachsen war. Als Standort für eine neue Burg, die dem standhalten konnte, wurde eine Gezeiteninsel vor Saint Helier ausgewählt, die gleichzeitig auch als Ankerplatz für Schiffe dienen sollte.
Die Verschanzung der Anlage begann zwischen 1550 und 1551, als eine Geschützplattform auf dem höchsten Teil der Insel gebaut wurde. Um 1590 schickte Königin Elisabeth I. ihren Militäringenieur, Paul Ivy, nach Jersey, um den Bau des oberen Bezirks – des ältesten Teils der Burg – zu beaufsichtigen. Sir Walter Raleigh, Gouverneur auf Jersey von 1600 bis 1603, benannte nach Fertigstellung die Burg nach ihr als Elizabeth Castle.
Während des 17. und 18. Jahrhunderts wurde die Burg vergrößert: So wurde um 1640 auf der – damaligen – Grünanlage vor der Burg eine verschanzte Windmühle angelegt, um 1660 wurde die Westbastion angelegt. Zwei kleine vorgelagerte Gezeiteninseln, die als Außenposten angelegt waren, wurden 1668 durch eine Verbreiterung und Verlängerung der Außenmauern in das Gelände einbezogen, wobei die Gezeitengräben geschlossen wurden. In der ersten Hälfte des 18. Jahrhunderts wurde der untere Bezirk umgestaltet, es entstanden Offiziersunterkünfte und eine Soldatenkaserne.
Während des Englischen Bürgerkrieges flüchtete sich im Sommer 1646 der Thronfolger Charles, Prince of Wales, der spätere Karl II., für einige Monate auf die Burg.
Der Nachteil der Gezeiten zeigte sich beim französischen Einmarsch auf Jersey am 6. Januar 1781: Die Truppen der Burg konnten sich an der Verteidigung von St. Helier nicht beteiligen, da sie durch die Flut von der Küste abgeschnitten waren. Daraufhin wurde eine neue Stadtfestung für St. Helier errichtet – Fort Regent. Elizabeth Castle wurde weiter als militärische Garnison genutzt, bis diese Nutzung 1923 aufgegeben und die Burg an den Staat Jersey verkauft wurde.
1940 bis 1945 lebte die militärische Funktion erneut auf: Unter Abriss alter Bereiche der Burg errichtete die Organisation Todt unter Einsatz von Zwangsarbeitern Beobachtungs- und Feuerkontrolltürme. Auch der Bereich der Wellenbrecher geht auf diese Besatzungszeit zurück.

## Die Burg heute
1945 fiel die Burg in die Verfügungsgewalt der States of Jersey zurück, die ab den 1950er Jahren begann, die Burg zu konservieren und restaurieren. Heute wird sie touristisch genutzt.

## Persönlichkeiten
- Robert Copland-Crawford (1852–1894), schottischer Soldat und Sportler - auf Elizabeth Castle geboren